# Hundwil
Hundwil je obec ve švýcarském kantonu Appenzell Ausserrhoden. Nachází se v jihozápadní části kantonu, asi 4 kilometry jihovýchodně od Herisau, v nadmořské výšce 788 metrů. Žije zde 940 obyvatel. 

## Geografie
Hundwil leží na severním úpatí masivu Hundwiler Höhi v nadmořské výšce 788 m.
Hundwil má celkovou rozlohu 2422 hektarů. Z toho je 88 hektarů osídlených, 1412 hektarů zemědělských a 746 hektarů zalesněných ploch, tj. lesů a hájoven. Zbývajících 176 hektarů je považováno za neproduktivní půdu.
Na území obce Hundwil se nachází také vrchol Säntis (2502 m n. m.), o který se však Hundwil dělí s dalšími obcemi. K dlouhodobě vytížené obci Hundwil patří také údolní stanice lanové dráhy Schwägalp-Säntis.
Sousedními obcemi jsou Urnäsch, Waldstatt, Herisau a Stein v kantonu Appenzell Ausserrhoden, Schlatt-Haslen, Gonten a Schwende-Rüte v kantonu Appenzell Innerrhoden a obce Wildhaus-Alt St. Johann a Nesslau v kantonu St. Gallen.

## Historie

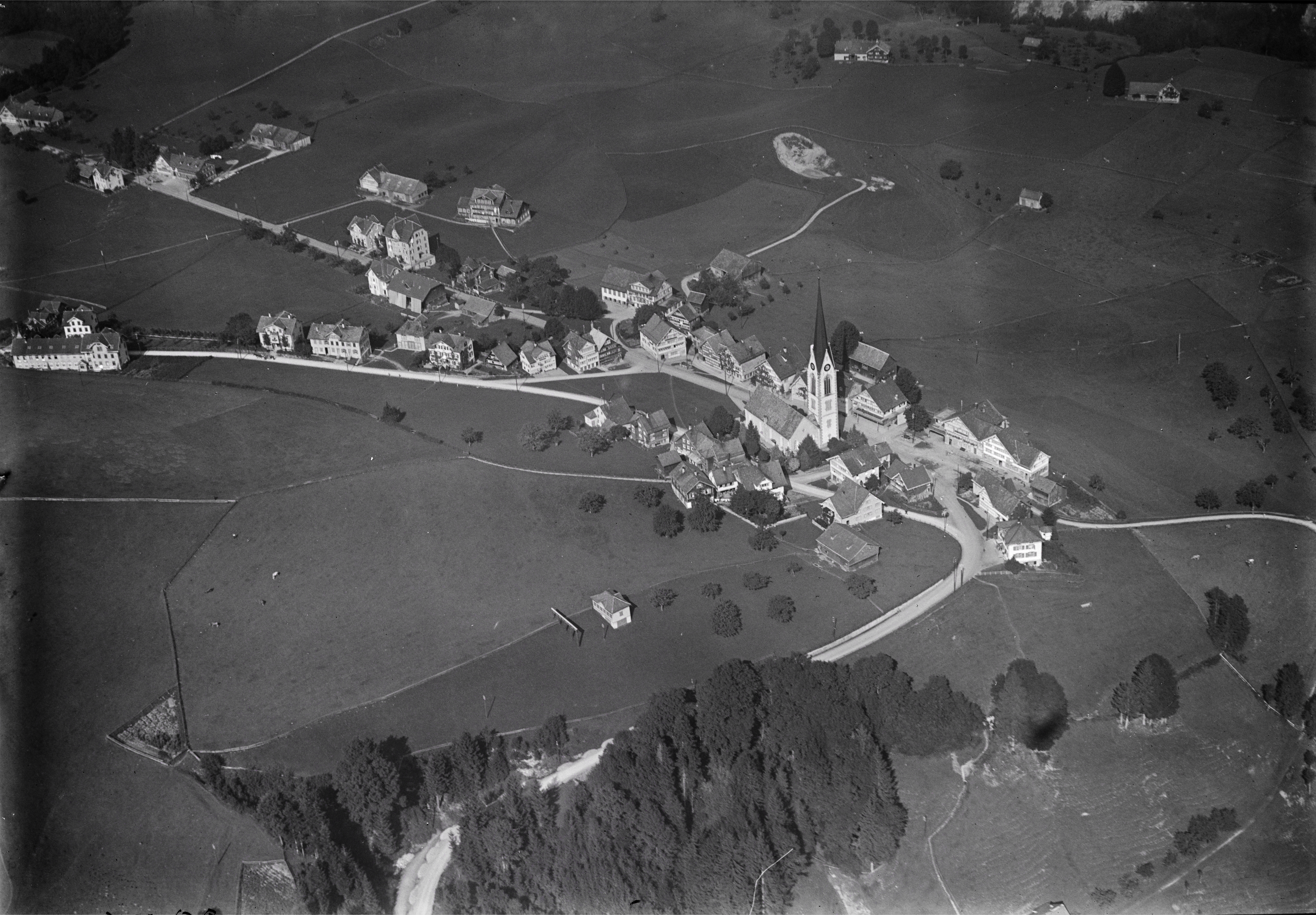
Hundwil (1923)

Hundwil, nejstarší osada na východ od Urnäsch, byla od 10. století osídlována věrozvěsty z opatství St. Gallen. Poprvé je zmiňována v roce 921 jako Huntwilare. Za opatství se okres Hundwil skládal z rhodů (okrsků) Hundwil a Urnäsch. Nepatřil do něj Schwägalp, který od roku 1353 spadal přímo pod St. Gallen. Sídlem klášterních služebníků, šlechticů z Hundwilu, byla pravděpodobně vesnice Sonder. Zde se v domě „Burg“ dochovaly zbytky zdí bývalé obytné věže. V císařské unii patřil Hundwil k hejtmanství St. Gallen. Nejpozději ve 14. století měl Hundwil určitou komunální autonomii. V roce 1367 se spojil s Appenzellem na obranu proti nárokům opata, v roce 1377 se Hundwil připojil ke Švábskému městskému spolku a od roku 1401 měl vlastní pečeť. Spolu s Appenzellem a Urnäschem byl Hundwil hybnou silou appenzellských válek v letech 1401–1429. V tomto období také došlo k politické reorganizaci na Horní Rhod (později Hundwil) a Dolní Rhod (později Stein), z nichž každý měl vlastní úřady, ale sdílel obecní majetek a radnici. Urnäsch se stal samostatnou obcí v roce 1417 a Schwägalp, který byl zkonfiskován ve válkách o Appenzell, se stal součástí Hundwilu po vyrovnání hranic s Urnäschem v roce 1480. Od roku 1607 byl Hundwil pravidelným místem zasedání Velké a Malé rady a od roku 1611 do roku 1997 byl vedle Trogenu druhým místem konání zemského sněmu (Landsgemeinde).
Existence kostela či kaple je doložena v roce 1297 zmínkou o místodržícím knězi. Ve 14. století byl dceřiným kostelem svatého Vavřince v St. Gallenu, před rokem 1380 byl povýšen na samostatný farní kostel s patronátem svatého Martina. 7 V roce 1524 prosadil Josef Schumacher z Hundwilu na landsgemeinde Kirchhöriprinzip, aby každá farnost mohla hlasovat o tom, zda zůstane u staré katolické víry, nebo přestoupí na novou protestantskou víru. V roce 1525 farnost konvertovala k reformaci a zaujala vedoucí úlohu v rámci federace Appenzellských Rhodů. V letech 1522 až 1530 a 1543 až 1567 byl protestantským farářem v Hundwilu reformátor Walter Klarer. V roce 1525 obec konvertovala k reformaci, čímž Hundwil převzal vedoucí úlohu v rámci appenzellské oblasti. Po rozdělení země v roce 1597 se v konfesně smíšené oblasti Stechlenegg uplatnilo zvláštní řešení a hranice mezi Appenzell Ausserrhoden a Appenzell Innerrhoden zde byla definitivně stanovena až v letech 1851–1852.
Oddělení Dolního Rodu a znovuzaložení obce Stein, k němuž došlo v roce 1749 navzdory ostrým protestům Horního Rodu, znamenalo počátek úpadku Hundwilu. Většina bohatých občanů se usadila ve Steinu a stala se zde naturalizovanými občany. Chudší vrstvy obyvatelstva a velký počet cizinců v Hundwilu zůstaly. V hladových letech 1770 a 1817 to přineslo obrovskou bídu, z níž se Hundwil dostal až po roce 1860 díky reorganizaci financí a zlepšení dopravního spojení.

## Obyvatelstvo

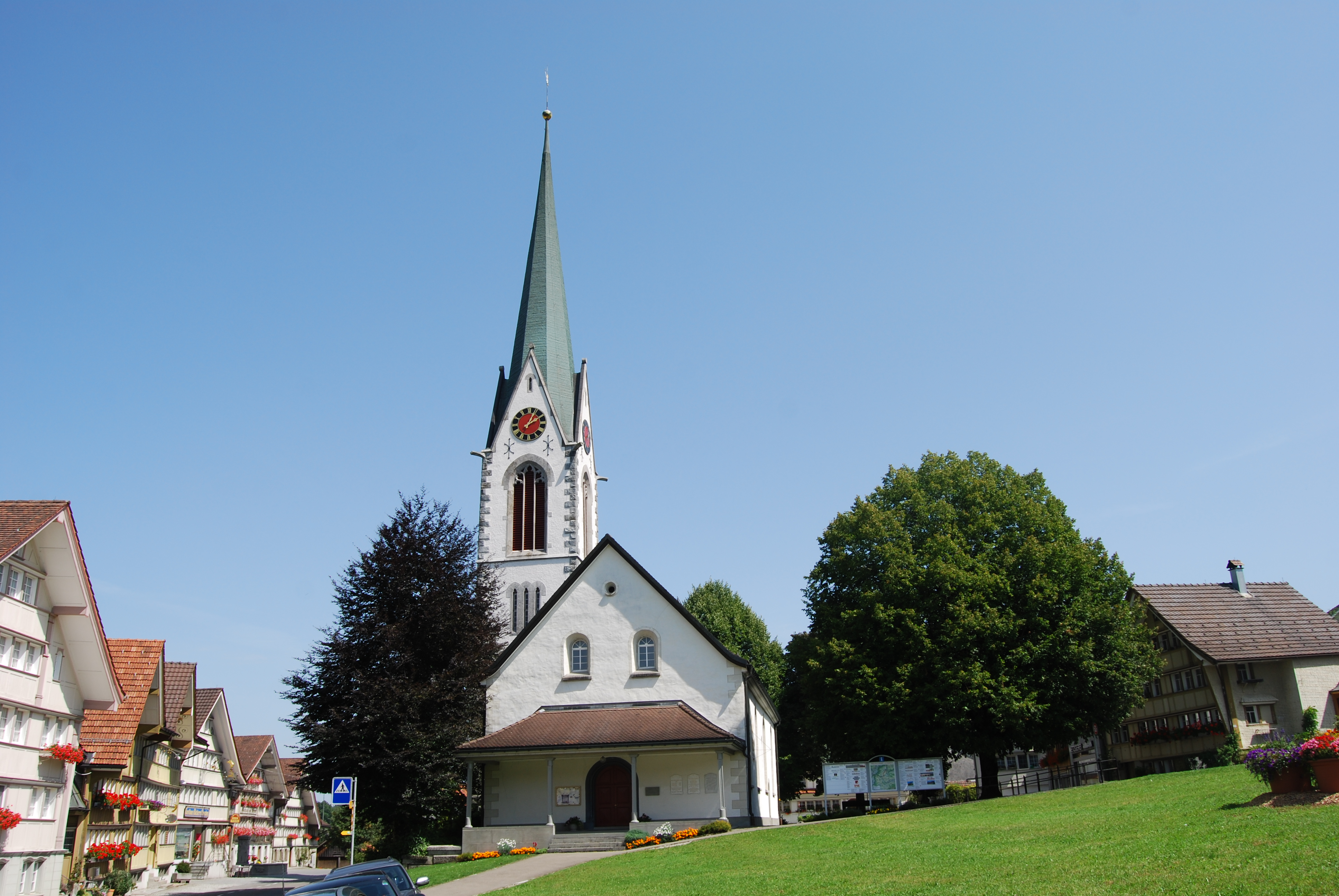
Reformovaný kostel

| Rok            | 1667 | 1734 | 1794 | 1850 | 1900 | 1950 | 1980 | 2000 | 2010 | 2020 | 2022 |
| Počet obyvatel | 1845 | 3360 | 1910 | 1500 | 1523 | 1290 | 943  | 1038 | 999  | 967  | 945  |

## Hospodářství

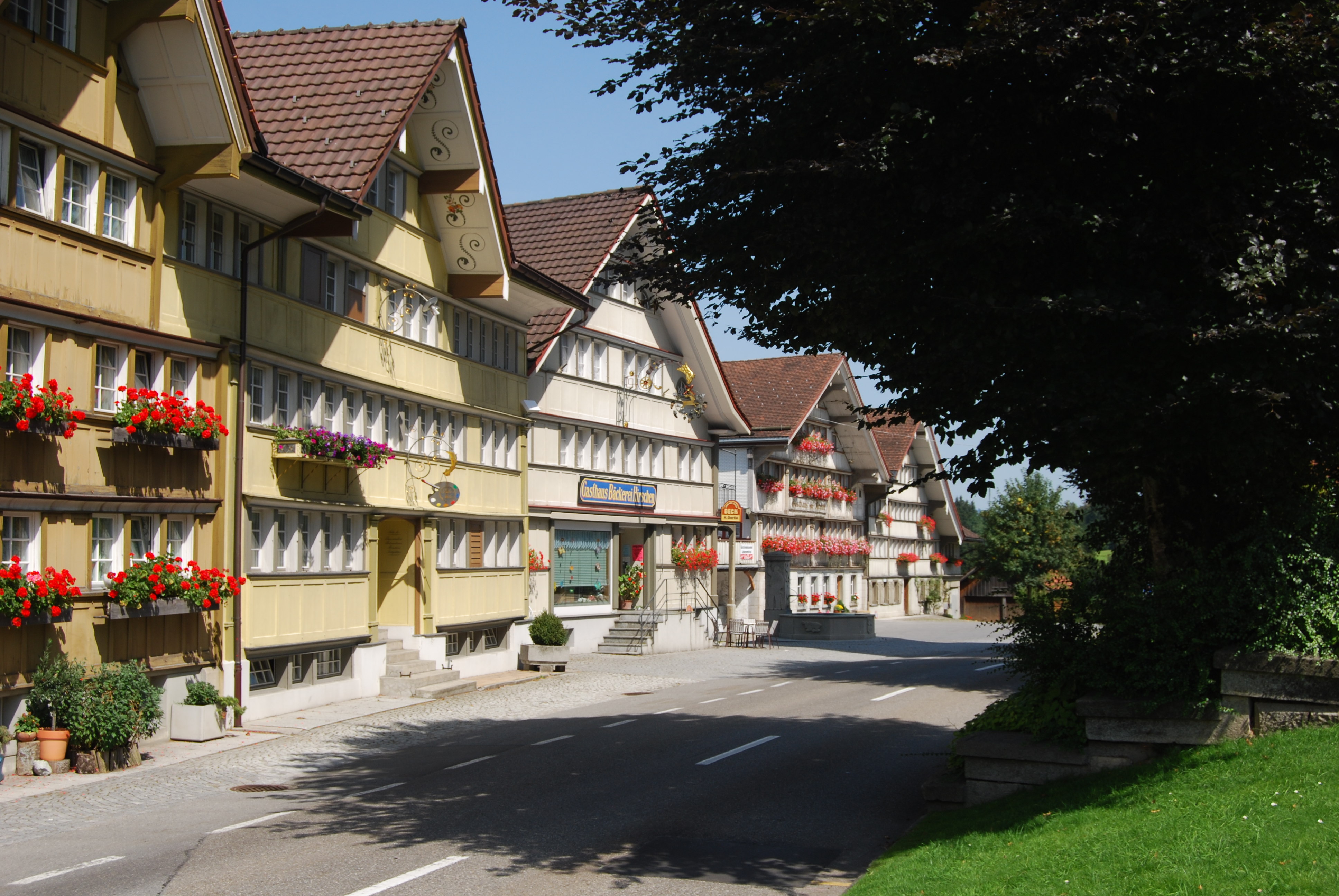
Centrum obce s tradiční architekturou

Pěstování lnu a výroba lněného plátna jsou doloženy již na počátku 16. století. V poslední třetině 19. století bylo hlavní činností vyšívání a tkaní saténovým stehem (1862–1958). Bělidlo v Gapfu fungovalo asi do roku 1885, bělidlo v Befangu asi až do roku 1897. Asi do roku 1850 se v Hundwilu konaly čtyři jarmarky. Významnou roli vždy hrálo mlékařství a vysokohorské zemědělství. Hundwil a Stein byly až do roku 1940 baštami appenzellských obchodníků se syrovátkou. Poté se důraz postupně přesunul od výroby mléka a sýrů k chovu mladého dobytka. Minerální lázně byly v provozu kolem roku 1855 až do roku 1905. Od roku 1895 se Hundwil stal turisticky atraktivním, zejména díky prázdninovým koloniím. Výstavba lanové dráhy na Säntis v roce 1935 prospěla daňovým příjmům obce, protože horská a údolní stanice se nacházely na jejím území. Od druhé světové války je Hundwil považován za strukturálně slabou obec; nejdůležitějšími profesemi jsou chov skotu a mléčných výrobků a dřevostavby. V roce 2000 pracovaly v Hundwilu v prvním sektoru hospodářství necelé dvě pětiny zaměstnaných osob.